# Naizema mendozina
Naizema mendozina är en insektsart som först beskrevs av Peter Esben-Petersen 1912. 
Naizema mendozina ingår i släktet Naizema och familjen Berothidae. Inga underarter finns listade i Catalogue of Life.